# 巴尚
巴尚（法語：Bachant，法語發音：[baʃɑ̃]）是法国上法兰西大区北部省的一个市镇，位于该省东部，属于埃尔普河畔阿韦讷区。

## 地理
巴尚（50°12'53"N, 3°51'52"E）面积9.37 平方千米，位于法国上法蘭西大區北部省，该省份为法国最北部的省份及最长的省份，西北濒北海，西接加来海峡省，南至埃纳省和索姆省，东与比利时接壤。
与巴尚接壤的市镇（或旧市镇、城区）包括：桑布尔河桥村、圣雷米绍塞、北圣雷米、欧努瓦-艾姆里、埃屈埃兰、利蒙方丹。

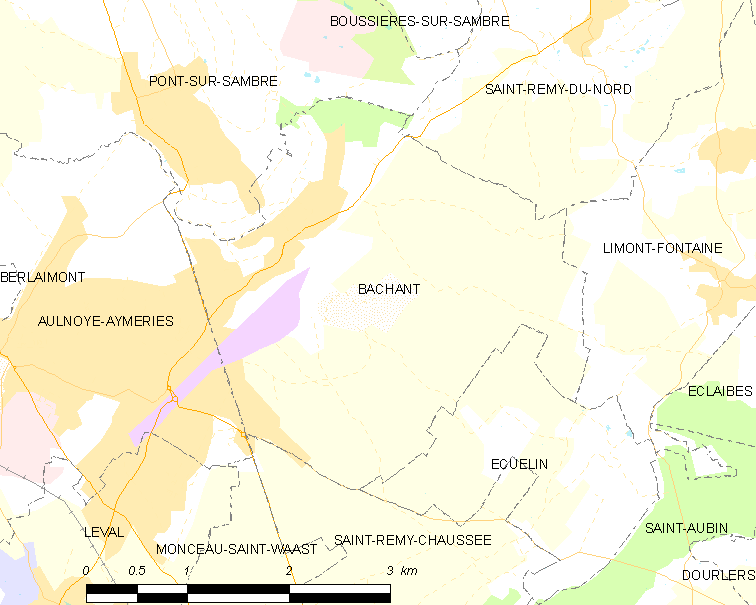
巴尚的OSM定位图

巴尚的时区为UTC+01:00、UTC+02:00（夏令时）。

## 行政
巴尚的邮政编码为59138，INSEE市镇编码为59041。

## 政治
巴尚所属的省级选区为欧努瓦-艾姆里县。

## 人口

1962-2008年间巴尚人口变化图示

巴尚于2022年1月1日时的人口数量为2246人。